# Saretschnoje (Kaliningrad, Bagrationowsk)
Saretschnoje (russisch Заречное, deutsch Ramsen, Dopsattel bzw. Liepnicken) ist ein Ort in der russischen Oblast Kaliningrad (Gebiet Königsberg (Preußen)), in den drei ehemals eigenständige Ortschaften eingegliedert sind. Er gehört zur Niwenskoje selskoje posselenije (Landgemeinde Niwenskoje (Wittenberg)) im Rajon Bagrationowsk (Kreis Preußisch Eylau).

## Geographische Lage
Saretschnoje liegt im Nordwesten des Rajon Bagrationowsk. Das weitflächige Gebiet wird durch den Frisching (russisch: Prochladnaja) durchzogen und im Süden durch das Flüsschen Stradick (Kornewka) begrenzt. Die russische Fernstraße 27A-002 (frühere russische  R 516, ehemalige deutsche Berlinka) verläuft durch den Westen des Ortsgebietes, das über die Abfahrt Kornewo (Zinten) zu erreichen ist. Die nächste Bahnstation ist Swetloje (Kobbelbude) an der Bahnstrecke von Kaliningrad (Königsberg) nach Mamonowo (Heiligenbeil) zur Weiterfahrt nach Polen (frühere Preußische Ostbahn).

## Geschichte

### Bis 1945
Das heutige Ortsgebiet von Saretschnoje umfasst drei früher eigenständige Ortschaften, die vor 1945 zwei verschiedenen Landkreisen zugehörten: Ramsen und Dopsattel lagen im Gebiet des Landkreises Königsberg (1939–1946: Landkreis Samland), während Liepnicken zum Landkreis Preußisch Eylau gehörte. Beide Landkreise befanden sich im Regierungsbezirk Königsberg der preußischen Provinz Ostpreußen.

### Saretschnoje/Ramsen
Das einstige Ramsen liegt 16 Kilometer südlich von Kaliningrad (Königsberg). Es bestand vor 1945 aus wenigen großen Höfen. Zwischen 1874 und 1945 war Ramsen in den Amtsbezirk Mahnsfeld (heute russisch: Polewoje) eingegliedert. Im Jahre 1910 zählt die kleine Landgemeinde 70 Einwohner.
1928 vergrößerte sich das Gebiet Ramsens um den Gutsbezirk Hinterwalde (nicht mehr existent), der eingemeindet wurde. Die Einwohnerzahlen stiegen bis 1933 auf 164 und betrugen 1939 noch 149.
Im Jahre 1945 kam Ramsen mit dem nördlichen Ostpreußen zur Sowjetunion und erhielt 1950 die russische Bezeichnung Saretschnoje.

### Saretschnoje (Oktjabrskoje)/Dopsattel
Das vor 1945 Dopsattel genannte Gutsdorf liegt 17 Kilometer südlich von Kaliningrad (Königsberg) am Frisching (russisch: Prochladnaja). Wie Ramsen gehörte der Gutsbezirk Dopsattel zwischen 1874 und 1945 zum Amtsbezirk Mahnsfeld. Im Jahre 1910 lebten hier 47 Einwohner.
Am 30. September 1928 kam es zum Zusammenschluss der Gutsbezirke Dosattel, Karplauken und Milgen (beide nicht mehr existent) zur neuen Landgemeinde Dopsattel. Die Einwohnerzahl belief sich 1933 auf 117 und betrug 1939 bereits 173.
Infolge des Zweiten Weltkrieges kam auch Dopsattel 1945 zur Sowjetunion und erhielt 1950 die russische Bezeichnung Oktjabrskoje.

#### Persönlichkeit des Ortes
- Gerhard Feyerabend (* 29. April 1898 auf Gut Dopsattel; † 1965), deutscher Offizier, Generalleutnant

### Saretschnoje (Ostrownoje)/Liepnicken
Die ehemals Liepnicken genannte Landgemeinde liegt 18 Kilometer südlich von Kaliningrad (Königsberg) und 25 Kilometer nordwestlich der ehemaligen Kreisstadt Bagrationowsk (Preußisch Eylau). Am 7. Mai 1874 wurde der Ort in den Amtsbezirk Sollnicken (heute russisch: Medowoje) eingegliedert, der bis 1945 existierte. Im Jahre 1910 waren in Liepnicken 140 Einwohner registriert.
Am 30. September 1928 vergrößerte sich die Landgemeinde um den Gutsbezirk Kusitten (nicht mehr existent), der eingemeindet wurde. Die Einwohnerzahl stieg bis 1933 auf 184 und betrug 1939 bereits 195.
Im Jahre 1945 kam auch Liepnicken zur Sowjetunion. 1950 erhielt der Ort die russische Bezeichnung Ostrownoje.

### Seit 1946
Die drei Nachbardörfer Saretschnoje (Ramsen), Oktjabrskoje (Dopsattel) und Ostrownoje (Liepnicken) gehörten bis zum Jahre 2009 zum Wladimirowski sowjet (Dorfsowjet Wladimirowo (Tharau)) innerhalb des Rajon Bagrationowsk (Kreis Preußisch Eylau). Seit dem Jahre 1993 tragen alle drei Orte den gemeinsamen russischen Namen Saretschnoje, wurden also zu einem Ort zusammengefasst. 
2008/2009 fand in der Oblast Kaliningrad eine Struktur- und Verwaltungsreform statt, durch die Saretschnoje in die neu gebildete Niwenskoje selskoje posselenije (Landgemeinde Niwenskoje (Wittenberg)) eingegliedert wurde und seither eine als „Siedlung“ (russisch: possjolok) eingestufte Ortschaft dieser Landgemeinde ist.

## Kirche

### Bis 1945
Die Bevölkerung von Ramsen, Dopsattel und Liepnicken war vor 1945 fast ausnahmslos evangelischer Konfession. Damals waren Ramsen und Dopsattel in das Kirchspiel Mahnsfeld eingepfarrt, während Liepnicken im Kirchspiel Creuzburg i. Ostpr. (1931–1946: Kreuzburg (Ostpr.)) lag. Während Mahnsfeld zum Kirchenkreis Königsberg-Land I zugehörte, war Kreuzburg in den Kirchenkreis Preußisch Eylau (russisch: Bagrationowsk) eingegliedert. Beide Diözesen gehörten zur Kirchenprovinz Ostpreußen der Kirche der Altpreußischen Union.

### Seit 1946
Während der Zeit der Sowjetunion kam das kirchliche Leben aufgrund staatlicher Repressalien zum Erliegen. In den 1990er Jahren bildeten sich in der Oblast Kaliningrad neue evangelische Gemeinden, von denen die in Nowo-Moskowskoje (Poplitten) Saretschnoje am nächsten liegt. Sie ist Filialgemeinde der Auferstehungskirche in Kaliningrad (Königsberg) und gehört zur Propstei Kaliningrad der Evangelisch-lutherischen Kirche Europäisches Russland (ELKER).